# Visoko pri Poljanah
Visoko pri Poljanah – wieś w Słowenii, w gminie Škofja Loka. W 2018 roku liczyła 26 mieszkańców.